# Wilhelm von Faber du Faur

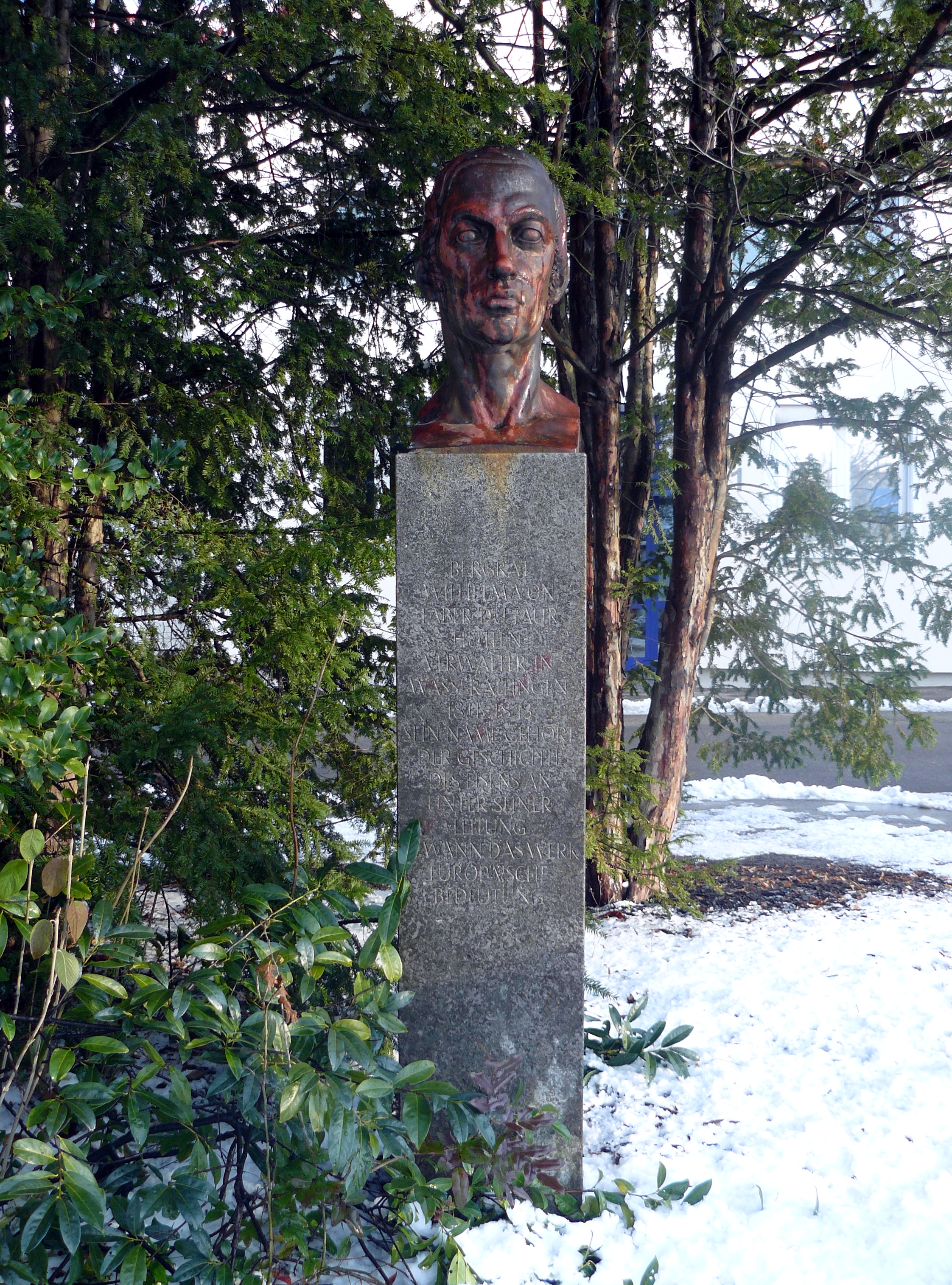
Faber-du-Faur-Denkmal in Wasseralfingen

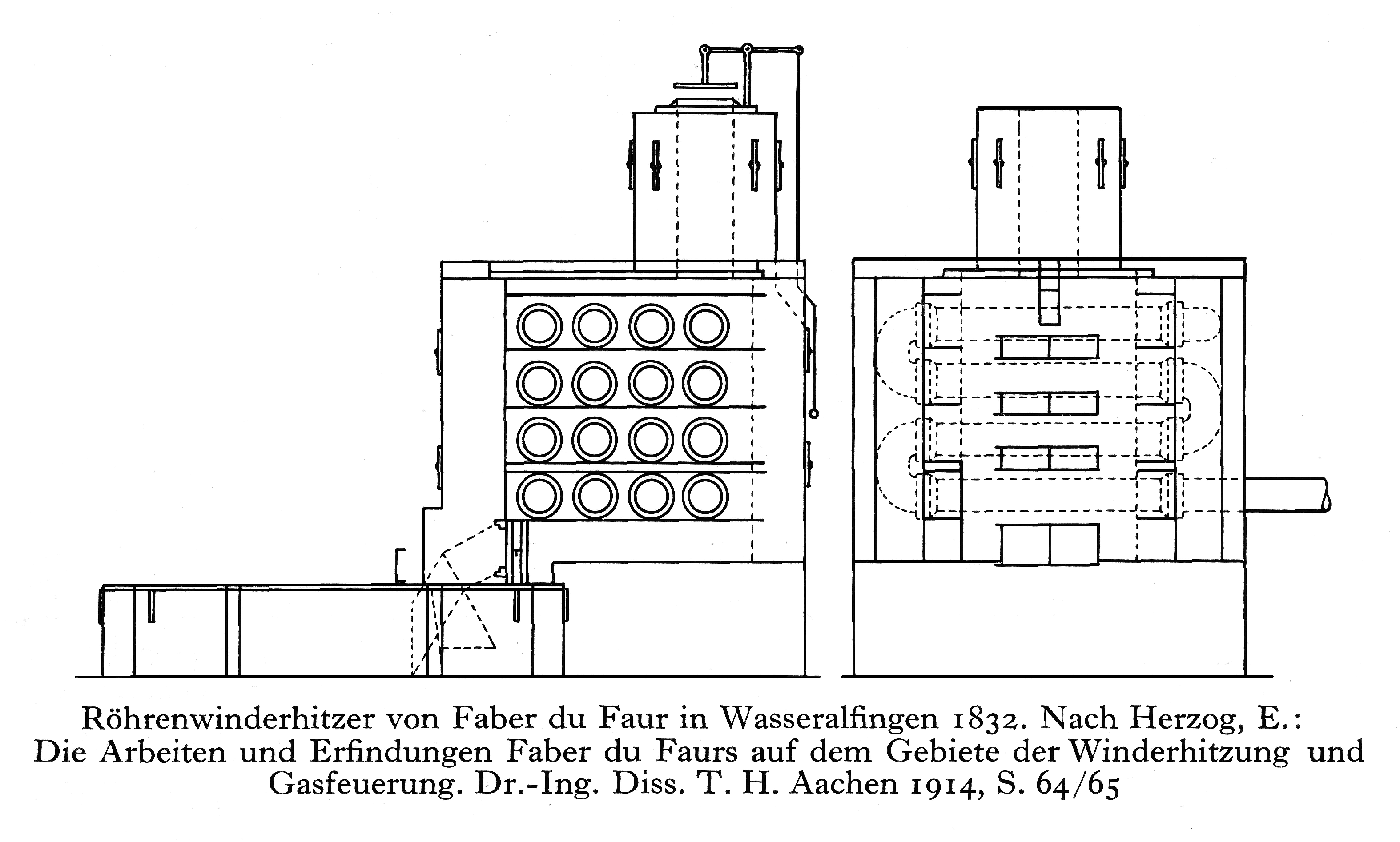
Röhrenwinderhitzer von Faber du Faur in Wasseralfingen (1832)

Achilles Christian Wilhelm von Faber du Faur (* 2. Dezember 1786 in Stuttgart; † 22. März 1855) war der Leiter des deutschen Hüttenwerkes Wasseralfingen und zusammen mit Karl Friedrich von Kerner maßgeblich an der Entwicklung von gichtgasbetriebenen Eisenfrischanlagen, Kupolöfen, Gasschweißöfen und  Winderhitzern beteiligt.

## Leben
Seine Eltern waren der Kavallerieoberst Albrecht von Faber du Faur (1737–1808) und dessen Ehefrau Christiane Klüpfel (1751–1812), eine Tochter des Stadtschreiber Jacob Friedrich Klüpfel (1718–1785).
Er begann 1806 an der Universität Tübingen das Studium für Mathematik und Naturwissenschaften. Nach Beendigung übersiedelte er nach Königsbronn und trat dort 1810 eine Stelle als 2. Hüttenschreiber an. 1811 wurde er Hüttenamtsverweser in Wasseralfingen und 1813 Hüttenamtsverwalter.
Gesundheitliche Gründe zwangen Faber du Faur 1843, seinen Posten aufzugeben und einer Berufung als Bergrat des Bergamtskollegiums in Stuttgart zu folgen. 1850 wurde er mit 64 Jahren pensioniert.

## Leistungen
Faber du Faur führte zur Verbesserung und Weiterentwicklung der Windanlagen von Hochofenbetrieben zahlreiche Versuche im Hüttenwerk Wasseralfingen durch und entwickelte schließlich einen bis zu einer Temperatur von 540 °C stabilen Winderhitzer, der als „Wasseralfinger Winderhitzer“ bis zur Erfindung der „Cowper-Winderhitzer“ große Bedeutung erlangte.
Wie seine Vorgängermodelle bestand auch der „Wasseralfinger Winderhitzer“ aus horizontal verlaufenden, gewendelten Rohrschlangen. Diese waren allerdings aus Gusseisen. Trotz großer Wärmeverluste – die Abgase verließen die Winderhitzer mit einer Temperatur von 676 bis 875 °C, konnten aber den Leitungswind nur auf eine Temperatur von 370 °C bis schließlich 540 °C bringen – und Windverlusten, verursacht durch Undichtigkeiten an den Rohrverbindungen und Muffen, waren die „Wasseralfinger Winderhitzer“ wirtschaftlicher als die bisherigen Konstruktionen von Neilson und Hausen und wurden nicht nur für den Hochofenbetrieb, sondern auch bei Kupolöfen und anderen metallurgischen Öfen eingesetzt.

## Ehrungen

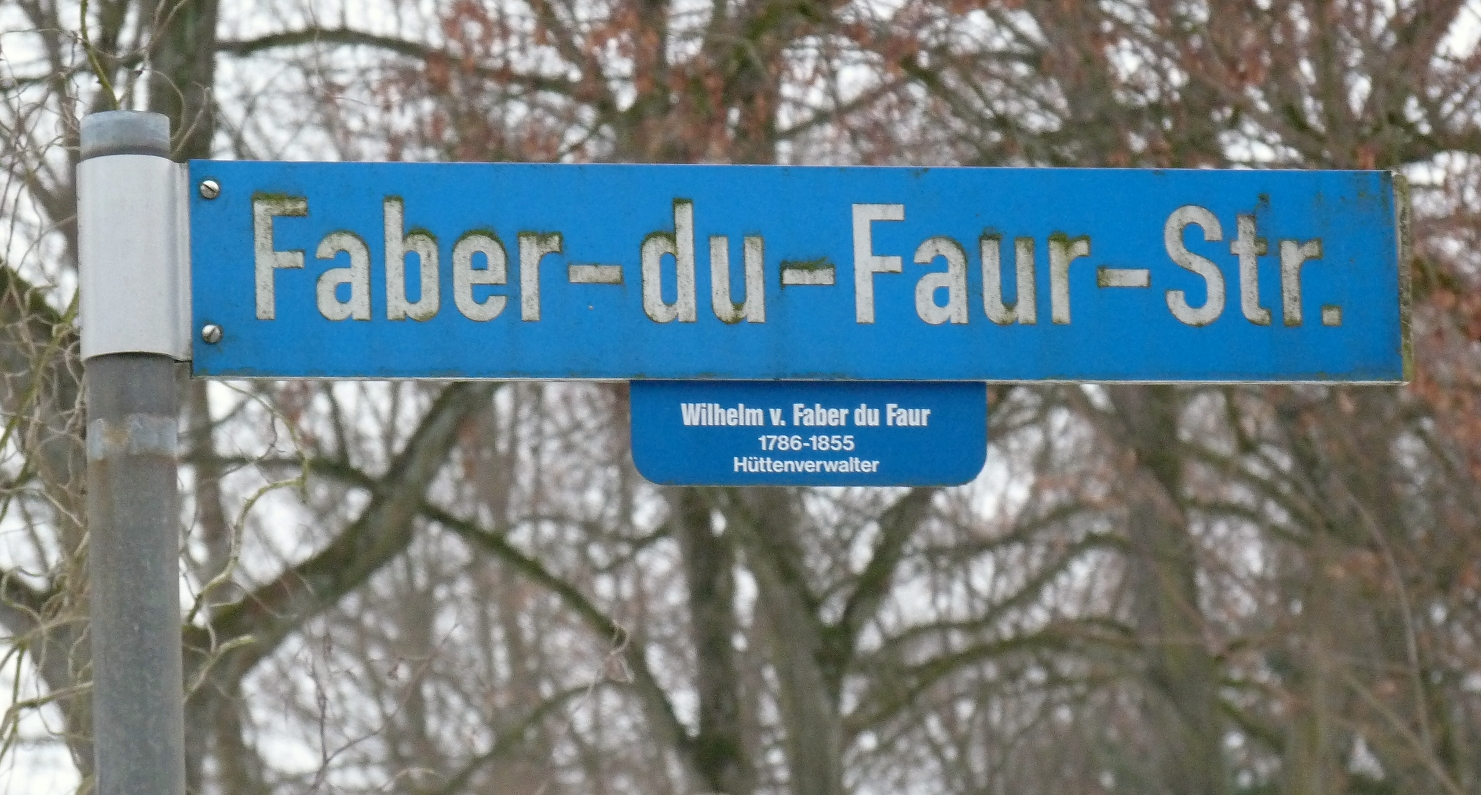
Faber-du-Faur-Straße in Aalen

- In Aalen wurde eine Straße nach Wilhelm von Faber du Faur benannt.
- 1834 wurde Wilhelm von Faber du Faur mit dem Ritterkreuz des Ordens der Württembergischen Krone ausgezeichnet,[2] welches mit dem persönlichen Adelstitel verbunden war.